# 电灯花
电灯花（学名：Cobaea scandens）为花荵科电灯花属下的一个种。

## 扩展阅读
- 維基物種上的相關：电灯花